# Sidi Ben Yebka
Sidi Ben Yebka là một đô thị thuộc tỉnh Oran, Algérie. Dân số thời điểm năm 2002 là 5.893 người.